# Leonie Spehr
Leonie Spehr (geboren 2007 oder 2008) ist eine deutsche Leichtathletin und Behindertensportlerin. Sie repräsentierte Deutschland bei den Special Olympics World Summer Games 2023 in Berlin.

## Leben und sportliche Erfolge
Spehr lebt in Rellingen in Schleswig-Holstein.
Bei den Special Olympics Deutschland Sommerspielen 2022 qualifizierte sie sich für die Weltspiele im folgenden Jahr.
An den Special Olympics World Summer Games 2023 nahm sie in der Disziplin 1500-Meter-Lauf der Frauen in Level A am F-Final Plus teil und kam mit 7:13,18 min auf den achten Platz. In der Staffel über 4 × 400 Meter erreichte sie im F-Final Plus mit ihren Teamkolleginnen Annika Meissner, Anne-Katrin Schache und Judith Freyer eine Silbermedaille.
Große Aufmerksamkeit erregte in den Medien Spehrs Disqualifizierung bei den Weltspielen wegen zu guter Leistung im 800-Meter-Lauf. Diese ergab sich aus folgender Situation: Bei Special Olympics Wettbewerben wird man üblicherweise vorher in möglichst leistungshomogene Gruppen von maximal acht Personen eingeteilt, je nach Ergebnissen der vorausgehenden Klassifizierungsrunden. Bei diesem System besteht jedoch die Möglichkeit, dass jemand in den Klassifizierungsrunden absichtlich eine niedrigere Leistung als möglich zeigt, um in eine günstigere Gruppe zu kommen. Deshalb galt diesmal in sechs Sportarten, darunter auch Leichtathletik, erstmals auch die Regel: Liegt eine Leistung mehr als 15 Prozent über dem vom Trainer oder der Trainerin im Vorfeld angegebenen persönlichen Rekord, erfolgt eine Disqualifizierung. So kam es zur Disqualifizierung von Spehr vor dem Finale im 800-Meter-Lauf: Sie hatte in der Vorrunde ihre persönliche Bestzeit von 4:20 min mit ihrem Ergebnis von 3:25 min um fast eine Minute unterboten. Der Leiter der deutschen Delegation Tom Hauthal äußerte Kritik an der Regel. Aus seiner Sicht brauche es im Vorfeld keine Einstufung durch Trainerin oder Trainer. Die Vorrunden böten genug Gelegenheiten, ganz aktuelle Ergebnisse als Basis für die Einteilung der Leistungsklassen heranziehen zu können.